# 刘本成
刘本成（1967年1月—），重庆人，中国人民解放军海军中将。
曾任成都军区第13集团军第149师政治部主任、13集团军装甲旅政委、37师政委。2015年，任陆军第14集团军政治部主任。2017年3月，转任新组建的陆军第74集团军政治工作部主任。2018年4月，调任海军政治工作部副主任。2020年7月，转任北部战区海军副政委、战区海军航空兵政委。2022年6月，升任海军政治工作部主任。
2016年7月晋升少将军衔，2022年6月晋升中将军衔。